# Jorge I de Gran Bretaña
Jorge I de Gran Bretaña (Jorge Luis; Hannover, 28 de mayo de 1660-Hannover, 11 de junio de 1727) fue rey de Gran Bretaña e Irlanda desde 1714 hasta su muerte, siendo el primero de la Casa Real de Hannover. Al mismo tiempo, fue elector de Hannover y duque de Brunswick-Luneburgo desde 1698 hasta 1727. Nació siendo príncipe de Gran Bretaña, Irlanda y de Hannover, como hijo del elector Ernesto Augusto de Brunswick-Luneburgo y de su esposa, Sofía del Palatinado.
Nacido en Hannover, heredó los títulos y las tierras del ducado de Brunswick-Luneburgo de manos de su padre y sus tíos. Una sucesión de guerras europeas le ayudó a expandir sus dominios a lo largo de su vida y, en 1708, fue ratificado como príncipe elector. 
A los cincuenta y cuatro años, a raíz del fallecimiento de la reina Ana de Gran Bretaña, su prima segunda, ascendió al trono británico como el primer monarca de la casa de Hannover. Pese a que, por primogenitura, había cincuenta católicos más cercanos a la reina Ana, el Acta de Establecimiento de 1701 impidió que estos heredaran el trono británico; Jorge, por su parte, era el familiar protestante vivo más cercano a ella. Los jacobitas reaccionaron y trataron de remplazarlo por Jacobo Francisco Eduardo Estuardo, el hermanastro católico de la fallecida, pero fracasaron en su intento. 
Durante el reinado de Jorge, los poderes de la monarquía se fueron desvaneciendo y Gran Bretaña emprendió una transición hacia un sistema moderno de gobierno mediante un Consejo de Ministros, dirigido por la figura del primer ministro. Hacia el final de su mandato, el poder político real estaba en manos de Robert Walpole, reconocido como el primer primer ministro de facto del Reino Unido.
Jorge falleció a causa de un derrame en un viaje a Hannover, donde fue enterrado. Fue el último monarca británico en ser enterrado fuera de las fronteras del Reino Unido.

## Biografía

### Primeros años
Jorge Luis nació el 28 de mayo de 1660 en la ciudad de Hannover, en el ducado de Brunswick-Luneburgo, parte del Sacro Imperio Romano Germánico. Era el primogénito de Ernesto Augusto, duque de Brunswick-Luneburgo, y su esposa, Sofía del Palatinado. Esta era nieta de Jacobo I de Inglaterra y VI de Escocia por parte materna, ya que era hija de Isabel de Bohemia.
Jorge fue, durante su primer año de vida, heredero de los territorios germánicos de su padre y de los de sus tres tíos, que no tenían hijos. Su hermano, Federico Augusto, nació en 1661, y ambos —conocidos, de manera cariñosa, como Görgen y Gutschen en el seno familiar— se criaron juntos. Su madre estuvo ausente durante prácticamente un año, entre 1664 y 1665, ya que se tomó unas vacaciones convalecientes en Italia, pero se interesó en todo momento por ellos y mantuvo el contacto a través de cartas que le enviaba a su institutriz. Le dio a Ernesto Augusto cuatro hijos y una hija más. En sus cartas, Sofía describe a Jorge como un niño responsable y esmerado, un ejemplo para sus hermanos y hermanas más jóvenes.
Su tío mayor falleció en 1665 sin descendientes, pero los otros dos se habían casado, por lo que la sucesión de Jorge quedaba en peligro, dado que, de tener estos hijos, estos heredarían los bienes. Mientras tanto, su padre lo llevaba de caza y a montar a caballo y también comenzó a hablarle de asuntos militares: consciente de que el futuro de su hijo era incierto, se lo llevó con tan solo quince años a la guerra franco-neerlandesa, con la intención expresa de entrenarlo para la batalla.
En 1679 falleció otro tío de manera repentina, también sin hijos, lo que convirtió a Ernesto Augusto en el duque de Calenberg-Gotinga, con capital en Hannover. El tío que aún vivía, Jorge Guillermo de Celle, había contraído matrimonio con su amante para hacer legítima a su única hija, Sofía Dorotea, pero parecía poco probable que fuese a tener más vástagos. Bajo la ley Sálica, que restringía la herencia de territorios a la línea masculina, parecía seguro que Jorge y sus hermanos recibirían de manos de su padre sus territorios. En 1682, la familia decidió adoptar el principio de primogenitura, lo que significaba que Jorge heredaría todos los territorios y no tendría que compartirlos con sus hermanos.

### Matrimonio
Ese mismo año, el 21 de noviembre de 1682, se casó con su prima primera, Sofía Dorotea, de esta manera se aseguró ingresos adicionales que habrían quedado fuera de su alcance bajo las leyes Sálicas. El matrimonio se arregló para asegurar ingresos anuales sustanciales y para promover la unificación de Hannover y Celle. La madre de Jorge se mostró en un comienzo reacia a la unión, puesto que desconfiaba de la condición de Sofía Dorotea y menospreciaba a su madre por no tener ascendencia de la realeza. Aun así, las ventajas inherentes al matrimonio la convencieron al final.

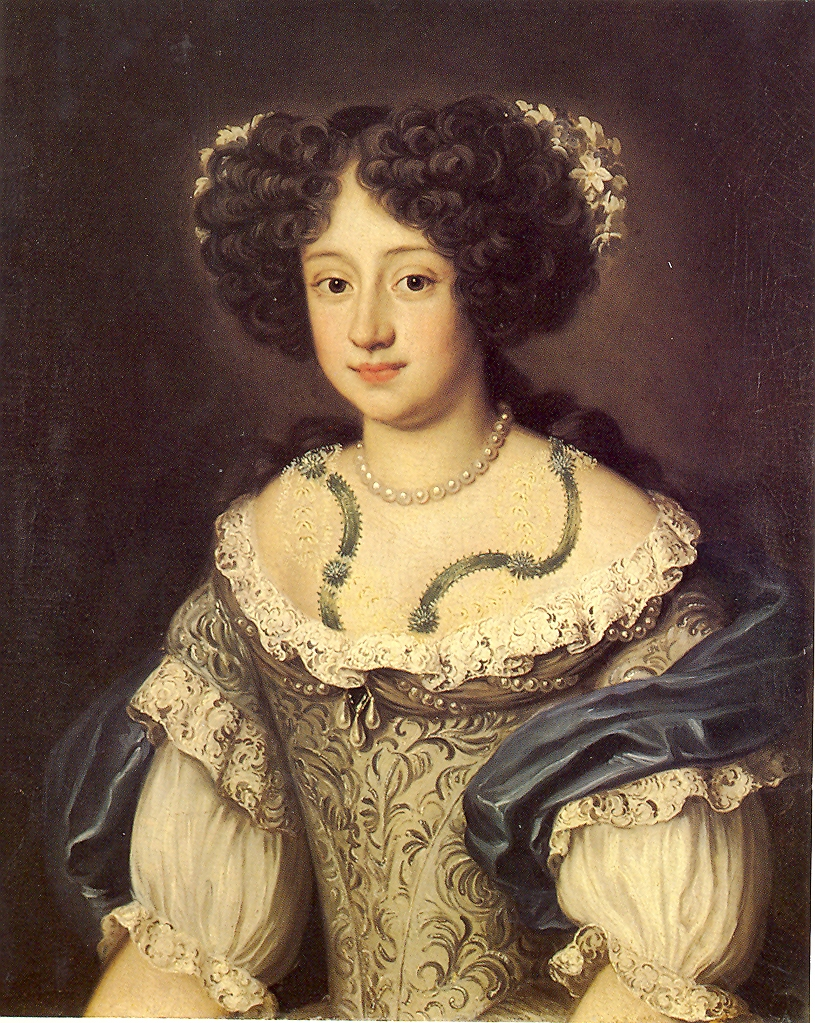
Jorge contrajo nupcias con su prima Sofía Dorotea en 1682, pero el matrimonio no tuvo éxito y devino en relaciones extramaritales por parte de ambos.

En 1683, Jorge y su hermano, Federico Augusto, participaron en la batalla de Kahlenberg, en el marco de la Gran Guerra Turca; mientras tanto, Sofía Dorotea dio a luz a su primer hijo con él, Jorge Augusto. Al año siguiente, a Federico Augusto se le informó de la adopción del principio de primogenitura, lo que significaba que no recibiría parte del territorio de su padre, tal y como había esperado. Esto provocó la ruptura de la relación entre padre e hijo y entre los hermanos, que se prolongó hasta la muerte en combate del propio Federico Augusto en 1690. Dado que la conformación de un único estado de Hannover era ya inminente, y puesto que los hannoverianos participaban de manera constante en las guerras del imperio, Ernesto Augusto fue nombrado elector del Sacro Imperio Romano Germánico en 1692. Las perspectivas de Jorge eran ahora, como único heredero del electorado de su padre y el ducado de su tío, muy esperanzadoras.
Sofía Dorotea tuvo una última hija, a la que llamó como ella, en 1687. La pareja se distanció, en parte porque Jorge prefería la compañía de su amante, Melusina de Schulenburgo, mientras que su esposa mantenía su propio romance con el conde sueco Philip Christoph de Königsmarck. Preocupados por el escándalo que seguiría a una hipotética huida de Sofía Dorotea con él, la corte hannoveriana, incluidos los hermanos y la madre de Jorge, urgieron a los amantes a desistir de sus aventuras, pero sin éxito. Según fuentes diplomáticas de los enemigos de Hannover, en julio de 1694 se asesinó al conde sueco, probablemente con la connivencia de Jorge, y su cadáver se arrojó, cargado con piedras, al río Leine. Se asegura que el asesinato lo cometieron cuatro cortesanos de Ernesto Augusto y que uno de ellos, Don Nicolò Montalbano recibió la elevada suma de 150 000 táleros —que equivalían a cien veces el salario anual del ministro mejor pagado— por el trabajo. Según otros rumores de la época, el cadáver del sueco fue descuartizado y enterrado bajo las tarimas del palacio de Hannover. Sin embargo, las fuentes de Hannover, incluida la propia Sofía, negaron conocer su paradero.
El matrimonio llegó a su fin no porque ninguno de los dos hubiese cometido adulterio, sino porque se alegó que Sofía Dorotea había abandonado a su marido. Con la aprobación del padre de esta, Jorge la encarceló en Ahlden, cerca de su Celle natal, donde permaneció hasta su fallecimiento, treinta y dos años después. Se le denegó el contacto con sus hijos y su padre, no se le permitió casarse de nuevo y tan solo podía caminar, sin compañía, por los patios de la mansión. Sin embargo, se le dotó de renta y criados y se le permitió montar en su carruaje fuera del castillo, aunque siempre bajo supervisión. Falleció allí en 1726. Melusina de Schulenburgo, por su parte, ejerció de anfitriona de Jorge de manera abierta desde 1698 hasta su fallecimiento, y tuvieron tres hijas juntos, nacidas en 1692, 1693 y 1701.

### Reinado electoral

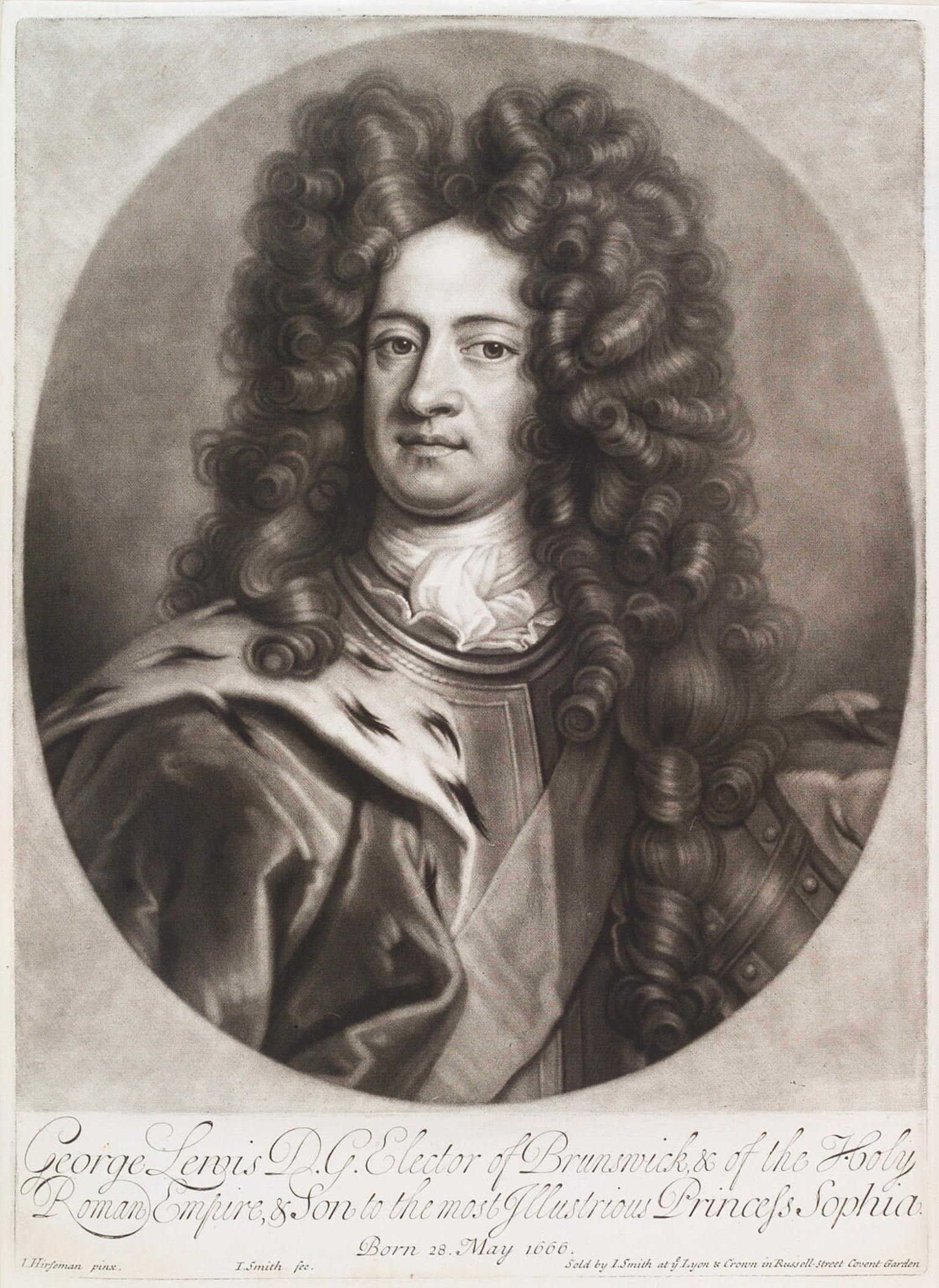
Jorge en 1706, cuando era elector de Hannover.

Ernesto Augusto falleció el 23 de enero de 1698, y dejó todos sus territorios en manos de su hijo, a excepción del principado-obispado de Osnabrück, a cuyo cargo había estado desde 1661. De esta manera, Jorge se convirtió en el duque de Brunswick-Luneburgo —conocido también como Hannover, por su capital—, en Archbannerbearer y en príncipe elector del Sacro Imperio Romano Germánico. Su corte, establecida en Hannover, la componían muchos iconos de diversos ámbitos, como el matemático y filósofo Gottfried Leibniz y los compositores Georg Friedrich Händel y Agostino Steffani.
Poco después de hacerse con el ducado heredado por línea paterna, falleció el príncipe Guillermo, duque de Gloucester, que era el segundo en la línea de sucesión a los tronos inglés y escocés. Según lo que figuraba en el Acta de Establecimiento de 1701, la madre de Jorge, Sofía, era la designada para heredar el trono inglés si el monarca reinante, Guillermo III, y su cuñada, Ana, fallecían sin descendencia; esto se debía a que Sofía era la pariente protestante más cercana de la familia real británica. Así, eludió a cincuenta y seis familiares más cercanos, pero católicos. La posibilidad de que alguno de ellos se convirtiera al protestantismo con tal de ser apto era remota y, de hecho, alguno ya la había rechazado.
A Jorge lo admitieron en la Orden de la Jarretera en 1701 y, a las seis semanas, el pretendiente católico a los tronos más cercano, el antiguo rey Jacobo II, falleció. Guillermo III también falleció, en marzo de 1702, y Ana lo sucedió. Sofía se convirtió así en la presunta heredera de la nueva reina de Inglaterra. Aunque tenía ya setenta y cinco años y era treinta y cinco mayor que Ana, gozaba de un buen estado de salud y dedicaba su tiempo y su energía a asegurarse la sucesión, bien para ella misma o para su hijo. Sin embargo, fue Jorge el que comprendió la complejidad de la política inglesa y de la ley constitucional: estas exigían un acta que naturalizase a la princesa y sus descendientes como sujetos ingleses; además, hubo de iniciar los preparativos para la transferencia del poder a través de un Consejo de Regencia. Ese mismo año, falleció el tío que le quedaba a Jorge y este heredó más territorios alemanes; a saber, el Principado de Luneburgo-Grubenhagen, cuya ciudad principal era Celle.

Mapa de Hannover alrededor de 1720. Se muestran las ubicaciones relativas de Hannover, Brunswick-Wolfenbüttel y del principado-obispado de Osnabrück. A lo largo de la vida de Jorge, Hannover se hizo con Lauenburgo y Bremen-Verden.

Poco después de la accesión en Hannover, estalló la guerra de sucesión española, para dilucidar si Felipe V, nieto del rey francés Luis XIV, tenía derecho a ser el sucesor del trono español bajo las condiciones establecidas en el testamento de Carlos II. El Sacro Imperio Romano Germánico, las Provincias Unidas de los Países Bajos, Inglaterra, Hannover y muchos otros Estados alemanes se opusieron a ello, puesto que temían que, de controlar también España, la Casa de Borbón se volviese demasiado poderosa. Como parte del esfuerzo de guerra, Jorge invadió el Estado colindante y francófilo de Brunswick-Wolfenbüttel; de hecho, él mismo se encargó de redactar algunas de las órdenes de batalla de una invasión que se saldó con éxito a cambio de pocas vidas humanas. A cambio, británicos y neerlandeses reconocieron la anexión del ducado de Lauenburgo a Hannover que había llevado a cabo su tío.
Al elector de Baviera, Maximiliano II, se le retiraron en 1706 todos los cargos y títulos por apoyar a Luis frente al imperio. Al año siguiente, a Jorge lo invistieron mariscal de campo imperial y le pusieron al frente del ejército imperial estacionado a lo largo del Rin. Su dirección no fue del todo exitosa, en parte porque su aliado, el duque de Marlborough, lo engatusó para que llevase a cabo un ataque de distracción que resultó infructuoso y en parte porque el emperador José I se apropió de los fondos que él necesitaba para seguir adelante con la campaña. Pese a esto, los príncipes alemanes pensaban que se había desenvuelto considerablemente bien. En 1708 lo confirmaron como príncipe elector en reconocimiento de su servicio o precisamente por él. Jorge no le recriminó al duque de Marlborough sus acciones, dado que entendió que eran parte de un plan para engañar a las fuerzas francesas y alejarlas del lugar en el que se llevaría a cabo la ofensiva principal.
Jorge renunció a su cargo de mariscal de campo en 1709 y no volvió a estar en servicio activo nunca más. Un año después se le nombró tesorero general del Imperio, un cargo que en el pasado había desempeñado el elector del Palatinado y que la ausencia del elector de Baviera había obligado a reorganizar. La muerte del emperador en 1711 amenazó con decantar la balanza de fuerza en la dirección contraria, por lo que la guerra llegó a su fin con la ratificación del Tratado de Utrecht en 1713. A Felipe se le permitió heredar el trono español, pero se le retiró de la línea de sucesión francesa; mientras tanto, el elector de Baviera fue repuesto.

### El camino a la Corona británica
Aunque tanto Inglaterra como Escocia reconocían a Ana como su reina, tan solo el Parlamento inglés consideraba a Sofía, electora de Hannover, su heredera. El de Escocia, por su parte, no había abordado de manera formal la cuestión de la sucesión de su trono. En 1703, aprobó un proyecto de ley en el que se informaba de que no tendrían por qué elegir para suceder a Ana en el trono escocés a la misma persona que los ingleses eligiesen para el suyo, a no ser que Inglaterra les brindase total libertad de comercio a los mercantes escoceses tanto en territorio inglés como en sus colonias. En un primer momento, se denegó el consentimiento real, pero, al año siguiente, Ana se rindió frente a los deseos de los escoceses y aceptó el proyecto de ley, que se convirtió en el Acta de Seguridad. En respuesta a esta medida, el Parlamento inglés aprobó medidas que amenazaban con restringir el comercio angloescocés y minar la economía escocesa si su parlamento no aceptaba los términos de sucesión hannoverianos. Finalmente, en 1707, ambos parlamentos se pusieron de acuerdo para aprobar el Acta de Unión, por la que Inglaterra y Escocia se fusionaron en una única entidad política, el Reino de Gran Bretaña, y fijaron las reglas de sucesión según lo expuesto en el Acta de Establecimiento de 1701. De esta unión nació el área de comercio libre más grande de toda la Europa dieciochesca.

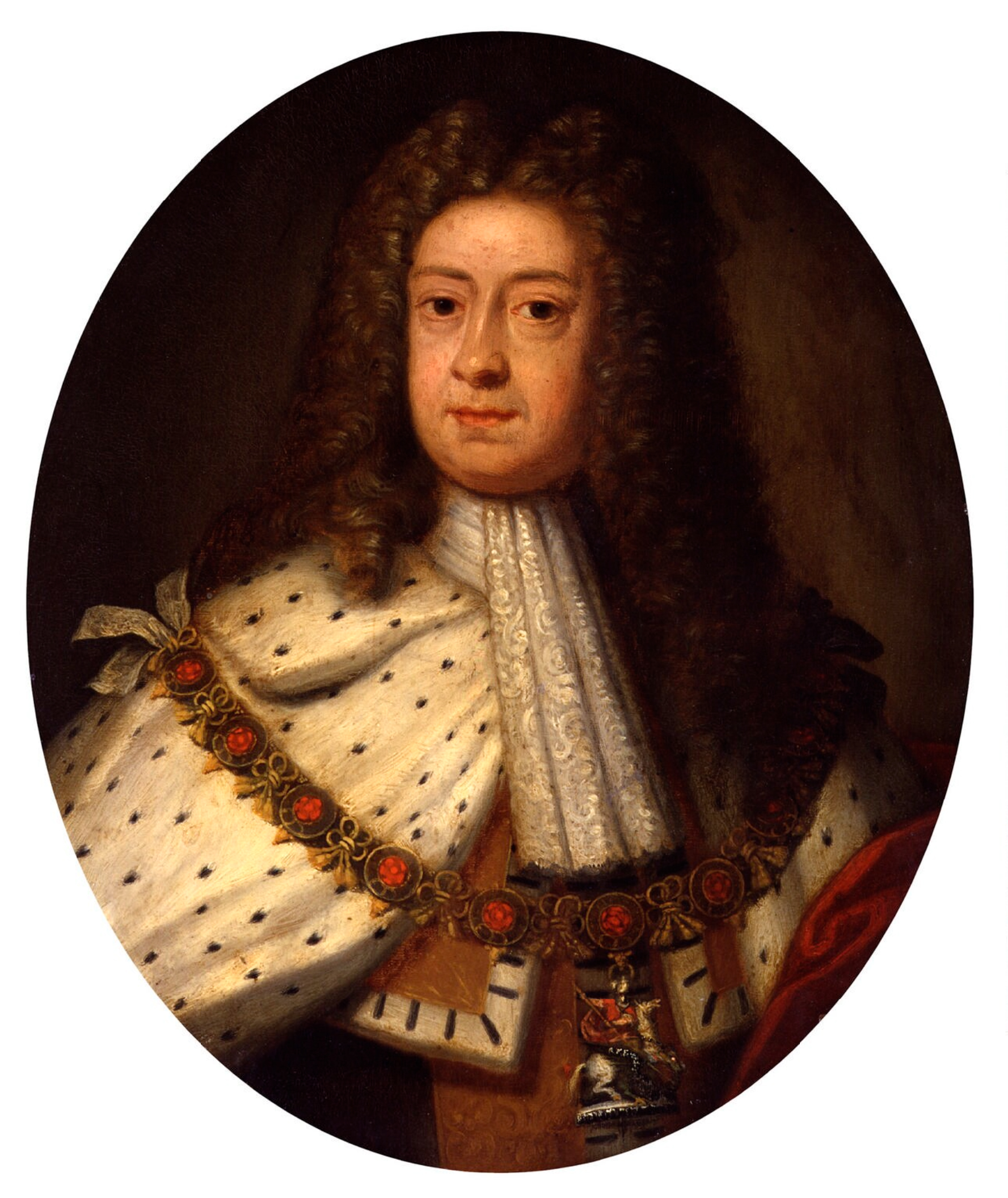
Jorge en 1714, año en que accedió al trono del Reino Unido y al de Irlanda. El cuadro es obra de Godfrey Kneller.

Los políticos whigs opinaban que el Parlamento tenía el derecho a determinar lo relativo a la sucesión y a concederle el trono al familiar protestante más cercano a la reina, mientras que los tories se inclinaban más por el derecho hereditario de los Estuardo, más cercanos.  Jorge anunció en 1710 que sería el sucesor en Gran Bretaña por derecho hereditario, puesto que este se le había retirado a los Estuardo y le pertenecía a él.  Según el historiador Ragnhild Hatton, «esta declaración tenía como objetivo deslegitimar a aquellos whigs que sostuviesen la interpretación de que era el Parlamento el que le había concedido el reino [y, de esta manera,] convencer a los tories de que no era ningún usurpador».
La madre de Jorge, la electora Sofía, falleció el 28 de mayo de 1714, a los ochenta y tres años de edad. Había sufrido un desmayo en los Herrenhäuser Garten mientras corría a refugiarse de la lluvia. Jorge era ahora el candidato mejor situado para suceder a la reina Ana. Llevó a cabo una rápida revisión del Consejo de Regencia que se elevaría al poder tras la muerte de la reina Ana, puesto que su estado de salud se estaba deteriorando y los políticos se peleaban ya por el poder. Un derrame le dejó sin habla y finalmente falleció el 1 de agosto de 1714. La lista de regentes quedaba abierta, los miembros juraron y Jorge fue proclamado rey de Gran Bretaña e Irlanda. En parte a causa de vientos desfavorables, que lo retuvieron en La Haya, no llegó a Gran Bretaña hasta el 18 de septiembre; fue coronado en la abadía de Westminster el 20 de octubre. A su ceremonia de coronación le siguieron disturbios en cerca de veinte localidades inglesas.
A partir de 1714, Jorge vivió sobre todo en Gran Bretaña, aunque visitó su ciudad natal en varias ocasiones, en 1716, 1719, 1720, 1723 y 1725; en total, pasó cerca de un quinto de su reinado en Alemania. En 1716 se derogó, de manera unánime, una cláusula del Acta de Establecimiento que impedía al monarca británico abandonar el país sin el consentimiento del Parlamento. Durante todas sus ausencias, a excepción de la primera, el poder recayó sobre el Consejo de Regencia y no sobre su hijo, Jorge Augusto, príncipe de Gales.

### Guerras y rebeliones

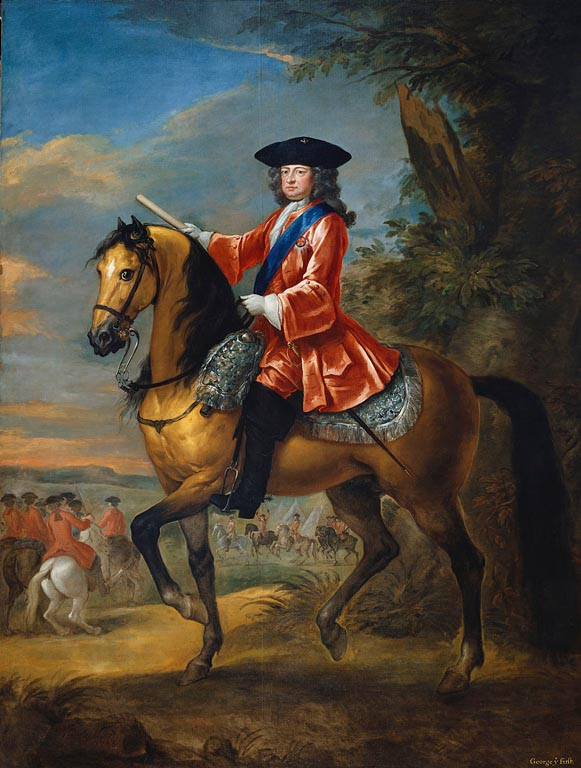
Jorge I a caballo, por John Vanderbank.

Al año de la ascensión al trono de Jorge, los whigs se hicieron con un triunfo electoral abrumador en las elecciones generales de 1715. Varios miembros del derrotado partido tory simpatizaban con los jacobitas, que buscaban reemplazar a Jorge por el hermanastro católico de Ana, Jacobo Francisco Eduardo Estuardo —conocido como «Jacobo III y VIII» entre los que lo apoyaban y «el Pretendiente» por sus oponentes—. Algunos tories descontentos llegaron incluso a alinearse con una rebelión jacobita que se pasó a conocerse como «la Quince». Aquellos que apoyaban a Jacobo, encabezados por lord Mar, un amargado noble escocés que había fungido previamente como secretario de Estado, instigaron una rebelión en Escocia, donde el apoyo al jacobitismo era más elevado que en Inglaterra. «La Quince», no obstante, devino en un agrio fracaso; los planes de batalla de lord Mar eran pobres y Jacobo llegó tarde y con muy poco dinero y muy pocas armas. Para finales de año, la rebelión estaba al borde del colapso. En febrero de 1716, amenazados por una derrota inminente, Jacobo y lord Mar huyeron a Francia. Extinguida la rebelión, y aunque tuvieron lugar algunas ejecuciones y confiscaciones, Jorge se decidió a moderar la respuesta del Gobierno, mostró clemencia y dedicó el dinero de los bienes incautados al mantenimiento de escuelas en Escocia y al saneamiento de parte de la deuda nacional.
Su desconfianza hacia los tories provocó que le cediera el poder a los whigs; estos se hicieron tan poderosos durante el reinado de Jorge que sus rivales políticos no volvieron a gobernar durante medio siglo. Tras las elecciones, el Parlamento, de mayoría whig, aprobó en mayo de 1716 el Acta Septenal, que extendió la duración máxima del Parlamento a los siete años, si bien el soberano podía disolverlo antes. De esta manera, los whigs, que ya estaban en el poder, podrían aferrarse a él durante un mayor periodo de tiempo.
Tras su ascenso al trono británico, la relación de Jorge con su hijo, que siempre había sido pobre, empeoró. Jorge Augusto, príncipe de Gales, apoyó la oposición a las políticas de su padre, incluidas las medidas pergeñadas para incrementar la libertad religiosa en el territorio y expandir los territorios alemanes de Hannover a expensas de Suecia. El nacimiento de un nieto en 1717 propició un crecimiento de la tensión entre Jorge y el príncipe. El rey, supuestamente en pos de la tradición, designó al Lord Chambelán, el duque de Newcastle, como uno de los padrinos del recién nacido. El príncipe de Gales, a quien no le gustaba el duque, lo insultó de manera verbal durante la ceremonia y este se lo tomó como un desafío para un duelo, lo que enfureció al rey, que le pidió a su hijo que abandonara la residencia real, el Palacio de St. James. La nueva residencia del príncipe, situada en Leicester Square, fue un lugar de reunión muy concurrido por los rivales políticos del monarca. No obstante, por insistencia de Robert Walpole y el deseo de la princesa de Gales —que se había mudado con su marido pero echaba de menos a sus hijos, que se habían quedado bajo el cuidado del rey—, padre e hijo se reconciliaron. No obstante, tras la disputa durante la ceremonia de bautismo, no volvieron a mantener una relación cordial.
Jorge dirigió de manera activa la política exterior británica durante la primera etapa de su reinado. Contribuyó, en 1717, a la creación de la Triple Alianza, una liga antiespañola conformada por Gran Bretaña, Francia y la República de los Siete Países Bajos Unidos. El Sacro Imperio Romano Germánico se adhirió al año siguiente, de modo que se pasó a conocer como la Cuádruple Alianza. La subsiguiente contienda estalló por el mismo motivo que la guerra de sucesión española. El Tratado de Utrecht firmado en 1713 había reconocido al nieto del rey Luis XIV de Francia, Felipe, como rey de España con la condición de que rechazase sus derechos a heredar el trono francés. A la muerte de su abuelo, sin embargo, intentó revocar el tratado.
España apoyó una invasión de Escocia liderada por los jacobitas en 1719, pero las condiciones meteorológicas, con tormentas en los mares, permitieron la llegada de tan solo unas trescientas tropas españolas al septentrional territorio. En abril establecieron una base en el castillo de Eilean Donan, en la costa occidental escocesa, pero los navíos británicos la destruyeron un mes después. Los jacobitas intentaron reclutar a miembros de los clanes escoceses, pero tan solo agruparon a mil hombres. Mediocremente pertrechados, la artillería británica los derrotó con facilidad en la batalla de Glenshiel. Los miembros de los clanes se dispersaron por las Tierras Altas y los españoles se rindieron. La invasión no amenazó en ningún momento al gobierno de Jorge. Con los franceses en contra esta vez, a los ejércitos de Felipe les fue mal. A resultas de esto, los tronos español y francés permanecieron separados. Al mismo tiempo, Hannover obtuvo ganancias en la gran guerra del Norte, causada por la rivalidad entre Suecia y Rusia por el control del Báltico. Los territorios suecos de Bremen y Verden pasaron a manos de Hannover en 1719 a cambio de una compensación económica.

### Ministerios
Hannover contaba con un sistema de monarquía absoluta. Todo gasto superior a cincuenta táleros —entre doce y trece libras esterlinas— y la designación de todos los oficiales del ejército, todos los oficiales e incluso los oficiales gubernamentales por encima del rango de copista estaban bajo su control personal. En cambio, en Gran Bretaña, Jorge tenía que gobernar a través del Parlamento.
Cuando los whigs ascendieron al poder en 1715, entre los principales ministros de Jorge se contaban Robert Walpole, Charles Townshend —cuñado del anterior—, lord Stanhope y lord Sunderland. Townshend fue destituido en 1717, mientras que Walpole abandonó el gabinete a causa de los desencuentros con sus colegas; lord Stanhope asumió la más alta autoridad en materia de asuntos exteriores y lord Sunderland hizo lo propio con los domésticos.

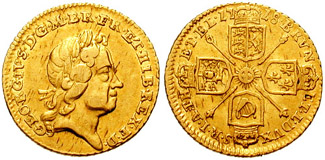
Un cuarto de guinea de 1718, con el perfil de Jorge I grabado en el dorso.

El poder de lord Sunderland, sin embargo, comenzó a desvanecerse en 1719. Aprobó un acta que pretendía limitar el tamaño de la Cámara de los Lores restringiendo las nuevas creaciones. La medida habría afianzado el control que tenía de la cámara evitando la creación de pares de oposición, pero no salió adelante después de que Walpole liderara a aquellos que la rechazaban y pronunciara el que se considera «el discurso más brillante de su carrera». Tanto Walpole como Townshend fueron reelegidos como ministros al año siguiente y se formó un nuevo gobierno whig, supuestamente unificado.
Los problemas se agravaron en lo referente a la especulación financiera y la deuda nacional. Ciertos bonos gubernamentales no se podían canjear sin el consentimiento de su titular y se habían emitido con altas tasas de interés; por tanto, como raramente se llegaban a canjear,cada uno de ellos suponía una falta de fluidez a largo plazo en las finanzas públicas. En 1719, la Compañía del Mar del Sur propuso asumir 31 millones de libras esterlinas —lo equivalente a tres quintos— de la deuda nacional británica; para ello, canjearía valores del Estado por acciones de la compañía. Esta sobornó a lord Sunderland, a una de las amantes de Jorge, Melusina de Schulenburgo, y al primo de lord Stanhope, Charles Stanhope, secretario del Tesoro, para que apoyasen su plan. Asimismo, tentó a los titulares a convertir sus bonos, de alto interés e imposibles de canjear, por acciones de bajo interés y fácilmente canjeables; así pues, les ofrecían, de manera aparente, ganancias financieras preferentes. Los precios de la compañía aumentaron con rapidez: a fecha de 1 de enero de 1720, cada acción costaba 128 libras, mientras que, a comienzos de mayo, estaban valoradas en quinientas. Un mes después, el 24 de junio, alcanzaron el máximo de 1050. Este éxito propició la flotación de otras compañías, algunas fraudulentas; el Gobierno, en un intento por reprimir esta tendencia y con el apoyo de la propia compañía, aprobó el Acta de la Burbuja. Con el crecimiento del mercado estancado, las ventas se dispararon en agosto de manera descontrolada, lo que provocó que las acciones se hundieran hasta las 150 libras para finales de septiembre. Muchos particulares, incluidos aristócratas, perdieron sumas considerables y algunos se vieron abocados a la ruina. Jorge, que había permanecido en Hannover desde junio, volvió a Londres en septiembre —antes de lo que deseaba o solía ser habitual—, a petición de su ministerio.
La crisis económica, conocida como la Burbuja del Mar del Sur, minó la imagen de Jorge y sus ministros y los convirtió en muy impopulares. En 1721, lord Stanhope, aun no habiéndola propiciado de manera personal, se desmayó durante un intenso debate en la Cámara de los Lores y falleció a resultas de ello. Lord Sunderland, por su parte, dimitió.
Sunderland, sin embargo, mantuvo cierto grado de influencia sobre Jorge hasta su repentina muerte, acaecida en 1722, que permitió el ascenso de sir Robert Walpole. Este se convirtió en el primer ministro de facto, aunque no contaba con el título oficial; de manera formal, era el primer lord del Tesoro y el canciller de la Hacienda. Su gestión de la crisis del Mar del Sur, con la renegociación de la deuda y la disposición de ciertas compensaciones, trajo de vuelta la estabilidad financiera. Pese a la habilidad con la que dirigió al Parlamento, Jorge se las arregló para no implicarse de manera directa en las acciones fraudulentas de la compañía. Las pruebas no sostienen lo afirmado por algunas fuentes, que indican que Jorge recibió acciones gratis a raíz de un soborno; de hecho, los comprobantes que se conservan en los Archivos Reales muestran que pagó por sus suscripciones y que incluso perdió dinero con el colapso.

### Últimos años
Jorge revivió la Orden del Baño en 1725 a petición de Walpole, lo que le permitió a este recompensar a aquellos que lo respaldaran o recabar más apoyos concendiéndoles el honor. De hecho, adquirió un gran poder y tenía la capacidad de designar ministros de su propia elección. A diferencia de su predecesora, la reina Ana, Jorge no solía asistir a las reuniones del gabinete. La mayor parte de sus conversaciones eran privadas y solo ejercía una influencia notable en materia de política exterior. Con la ayuda de lord Townshend, consiguió que Gran Bretaña, Francia y Prusia ratificaran el Tratado de Hannover, diseñado para contrarrestar la alianza hispanoaustríaca nacida del Tratado de Viena y proteger el comercio británico.

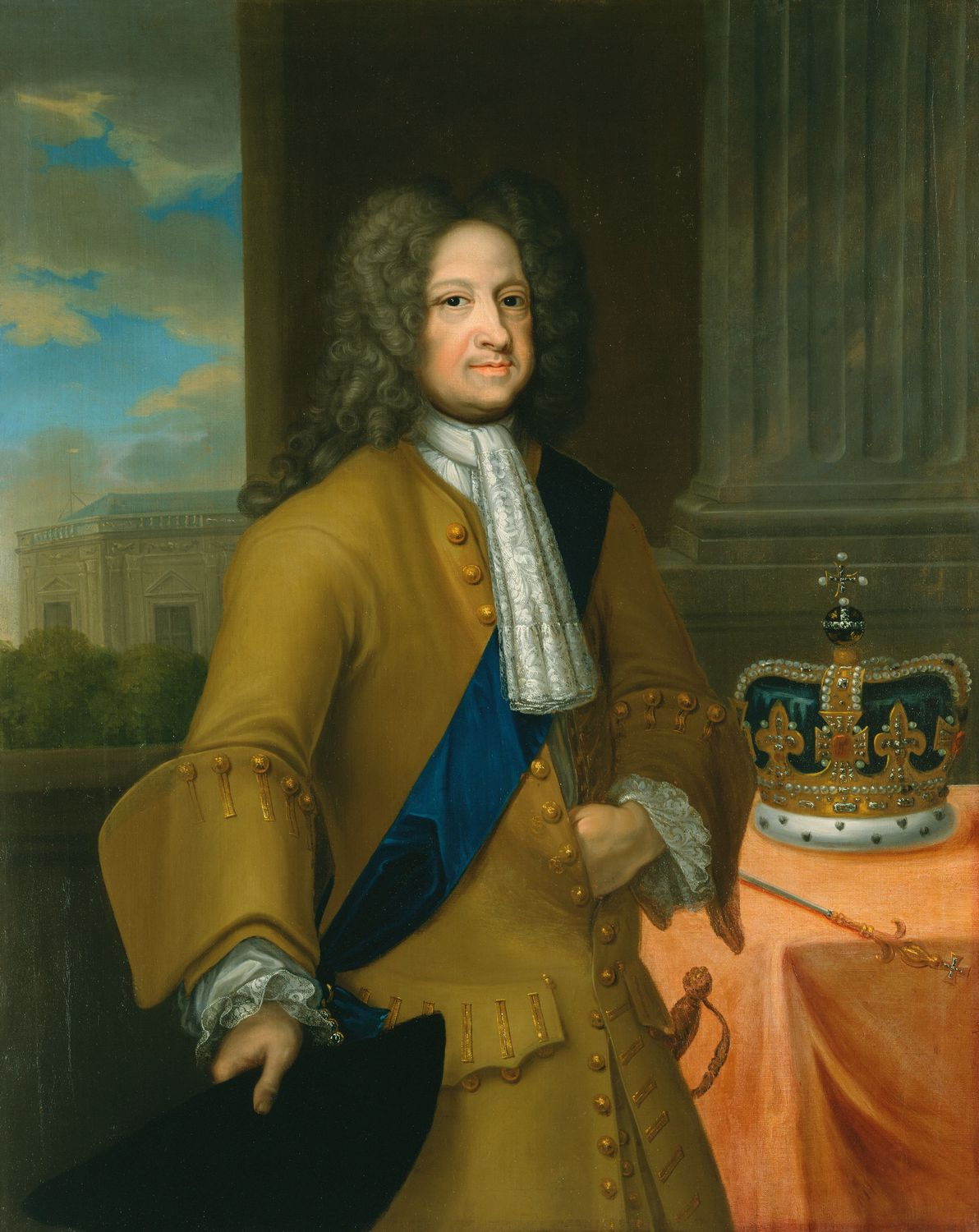
Retrato de Jorge I pintado por Georg Wilhelm Lafontaine en la década de 1720.

Aunque cada vez confiaba más en Walpole, Jorge retenía la potestad de reemplazar ministros. El propio Walpole, de hecho, temía que le retirasen su cartera en los estertores del reinado, pero Jorge falleció en el transcurso de su sexto viaje a su natal Hannover desde su coronación. Sufrió un derrame en la carretera que unía Delden con Nordhorn el 9 de junio de 1727 y fue conducido en un carruaje al palacio del príncipe-obispo en Osnabrück, donde falleció horas antes del amanecer del día 11. Fue enterrado en la capilla del palacio de Leine, en Hannover, pero sus restos se trasladaron a los Herrenhäuser Garten tras la Segunda Guerra Mundial. El palacio de Leine había quedado hecho cenizas tras el bombardeo de Hannover acometido por los británicos y sus restos, junto con los de sus padres, fueron llevados al mausoleo decimonónico del rey Ernesto Augusto en el Berggarten.
A Jorge lo sucedió su hijo, Jorge Augusto, que ascendió al trono bajo el nombre de Jorge II. En la época se creía que Jorge II tenía entre sus planes retirar a Walpole de su puesto —incluso él mismo lo pensaba—, pero que su esposa, Carolina de Brandeburgo-Ansbach, le persuadió de que no lo hiciera. Sin embargo, Walpole recabó una considerable mayoría en el Parlamento y a Jorge II no le quedó otra opción: o lo mantenía o se arriesgaba a desencadenar una inestabilidad ministerial. En los siguientes reinados, el poder del primer ministro fue en aumento a expensas del soberano.

## Legado

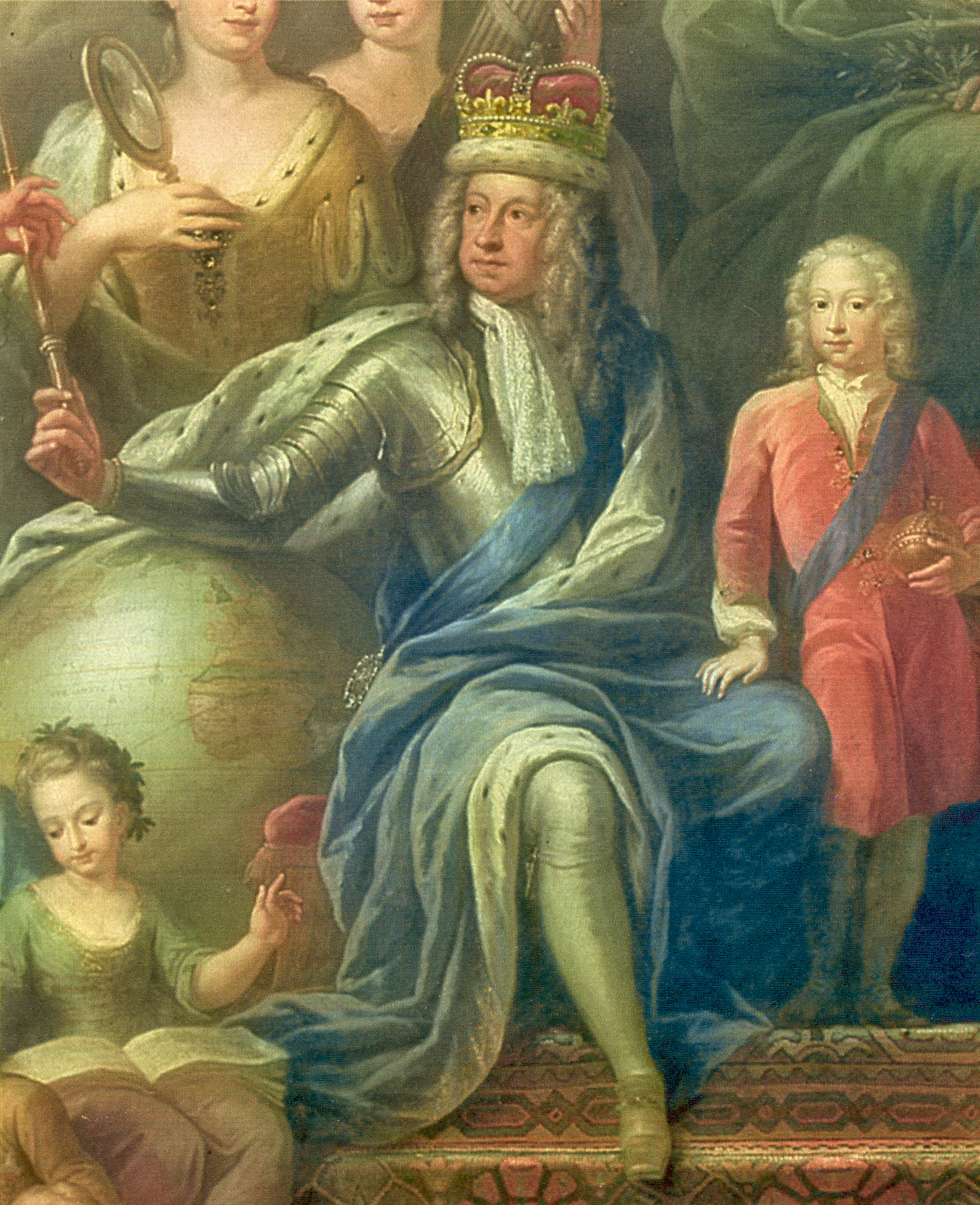
El monarca, rodeado de su familia, en un cuadro de James Thornhill.

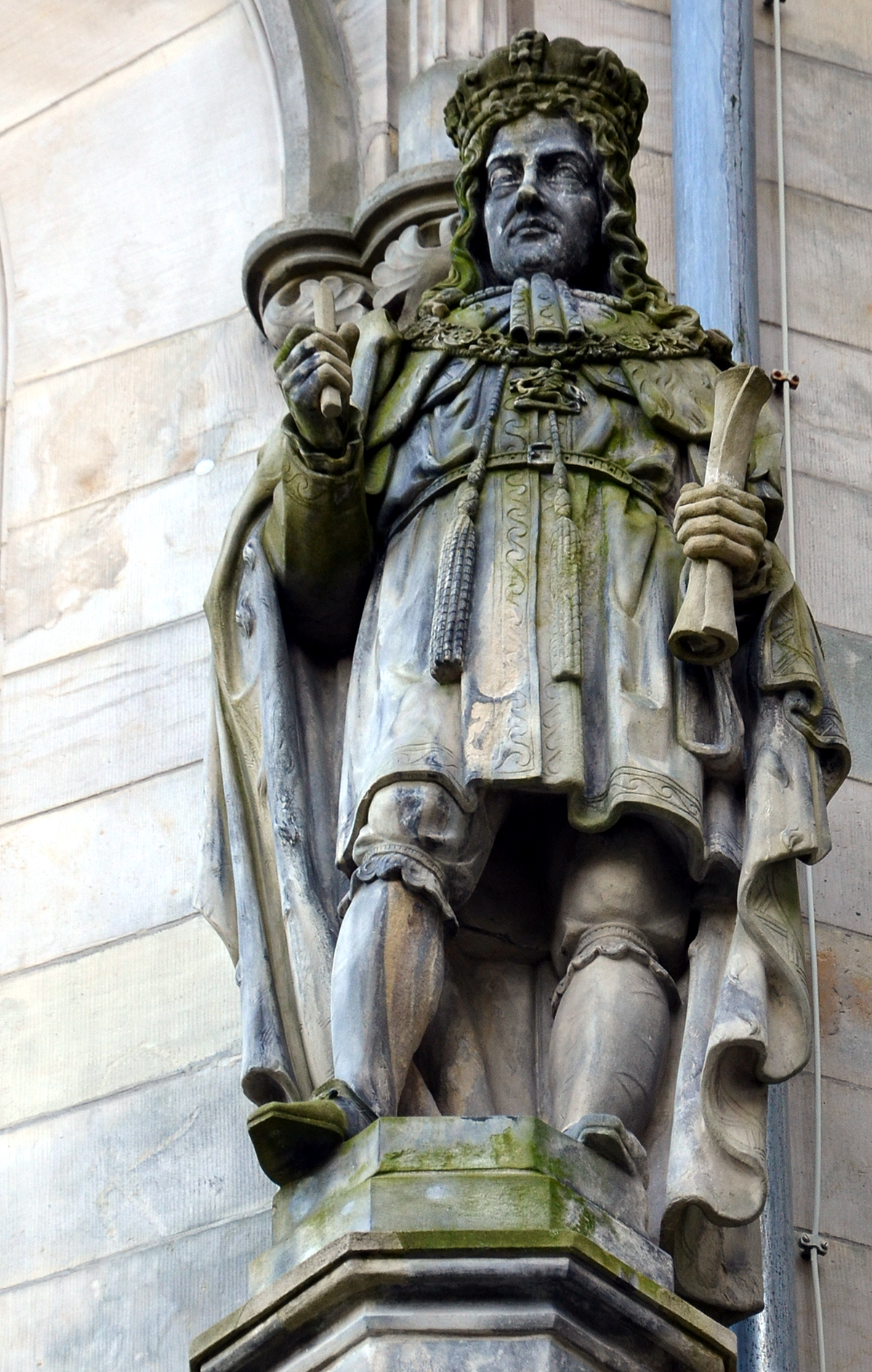
Estatua de Jorge I en su tierra natal, Hannover.

Los súbditos británicos ridiculizaban a Jorge; algunos de sus coetáneos, como lady Mary Montagu, aristócrata, poeta y autora de una conocida correspondencia, lo tenían por poco inteligente a causa de su inexpresividad en público. Pese a su impopularidad en Gran Bretaña por su supuesto nulo conocimiento del inglés, es posible que dicha inabilidad se mitigase con el paso de los años, ya que documentos datados en fechas más avanzadas de su reinado muestran que entendía, hablaba y escribía el idioma. Sin duda hablaba de manera fluida alemán y francés, un buen latín, algo de italiano y neerlandés. El trato que le daba a su esposa, Sofía Dorotea, se convirtió en un escándalo.
Los británicos lo veían demasiado alemán y, según el historiador Ragnhild Hatton, tenían la falsa creencia de que contaba con una larga lista de amantes también alemanas. Sin embargo, en la Europa continental se le tenía por un gobernante progresista, favorable a la Ilustración y que permitía a sus críticos expresarse en público sin riesgo de ser censurados; asimismo, le dio refugio a Voltaire cuando este se vio obligado a exiliarse de París en 1726. Las diferentes fuentes historiográficas, tanto británicas como del resto de Europa, coinciden en que era reservado, templado y prudente en lo financiero; no le gustaba mostrarse en público en los eventos sociales, evitaba acudir al palco real de la ópera y solía viajar de incógnito a la casa de un amigo a jugar a las cartas. Pese a que despertaba cierta impopularidad, se le veía, protestante, como una mejor alternativa al pretendiente católico al trono, Jacobo. El autor y novelista William Makepeace Thackeray expresó dichos sentimientos ambivalentes con las siguientes palabras:

Su corazón estaba en Hannover [...] Tenía más de cincuenta años cuando vino con nosotros: lo acogimos porque lo queríamos, porque podía darnos lo que necesitábamos; nos reíamos de sus groseras maneras alemanas y nos burlábamos de él. Se tomó nuestra lealtad como lo que era; puso sus manos en todo el dinero que pudo; nos mantuvo seguros del papismo [...] Yo mismo habría estado de su lado en ese tiempo. Cínico y egoísta, que lo era, fue mejor que un rey salido de St. Germains [Jacobo, el pretendiente jacobino al trono] y con las órdenes del rey francés en su bolsillo y una legión de jesuitas en su tren.

Los escritores del siglo XIX, tales como el propio Thackeray, sir Walter Scott o Philip Henry Stanhope, basaron sus relatos en escritos de primera mano, sesgados, publicados en el siglo anterior, como las memorias de John Hervey, y analizaron la causa jacobina con una perspectiva romántica, incluso comprensiva. Estos autores influyeron en los escritores británicos de la primera mitad del siglo XX, como G. K. Chesterton, quienes, en cambio, introdujeron un sesgo antialemán y antiprotestante en la interpretación del reinado de Jorge. Sin embargo, una vez finalizada la Segunda Guerra Mundial, los archivos quedaron al alcance de los historiadores de finales de siglo y el sentimiento nacionalista antialemán disminuyó. Eruditos como Beattie y Hatton exploraron su vida y su reinado, así como su carácter, sus habilidades y sus motivos bajo una luz más generosa. John H. Plumb hizo notar lo siguiente:

Algunos historiadores han exagerado la indiferencia que el rey mostró hacia los asuntos domésticos y han convertido su ignorancia del idioma en algo más importante de lo que realmente fue. Tenía pocas dificultades para comunicarse con sus ministros en francés, y su interés por todos los asuntos que afectasen tanto a la política exterior como a la corte era profundo.

Aun así, el carácter de Jorge I sigue siendo esquivo; se mostraba en ocasiones cordial y afectuoso con su hija en las cartas que le mandaba, y después soso e incómodo en público. Es posible que su propia madre lo resumiera al explicar «a aquellos que lo tenían por frío y demasiado serio que podía ser alegre, que se tomaba las cosas a pecho, que sentía con intensidad y sinceridad y que era más sensible de lo que lograba mostrar». Sea cual fuere su verdadero carácter, elevó un trono precario y, bien fuera por sabiduría y astucia políticas o por accidente e indiferencia, lo dejó afianzado en manos de los hannoverianos y del Parlamento.

## Títulos, tratamientos y armas

### Títulos y tratamientos
| ● 28 de mayo de 1660-18 de diciembre de 1679: | Su alteza el duque Jorge Luis de Brunswick-Luneburgo              |
| ● 18 de diciembre de 1679-octubre de 1692:    | Su alteza el príncipe heredero de Brunswick-Luneburgo             |
| ● octubre de 1692-23 de enero de 1698:        | Su alteza serena el príncipe elector de Hannover                  |
| ● 23 de enero de 1698-1 de agosto de 1714:    | Su alteza serenísima Jorge Luis, duque de Brunswick-Luneburgo (1) |
| ● 1 de agosto de 1714-11 de junio de 1727:    | Su majestad el rey (2)                                            |

1. Título oficial: Su alteza serenísima Jorge Luis, architesorero del Sacro Imperio Romano Germánico y príncipe elector, duque de Brunswick-Luneburgo
2. Título oficial completo: Su majestad Jorge, por la Gracia de Dios, rey de Gran Bretaña, Francia e Irlanda, defensor de la Fe, et al.

### Armas
Los escudos de Jorge fueron los siguientes, dependiendo del cargo que ocupaba en cada momento:
| Armas de Jorge I Luis como elector designado de Hannover, 1689-1708 | Armas de Jorge I Luis como elector de Hannover, 1708–1714 | Escudo de armas de Jorge I como Rey de Gran Bretaña, 1714–1727 |

## Familia
Del matrimonio con su prima Sofía Dorotea de Brunswick-Luneburgo, que era la única hija del hermano mayor de su padre, Jorge Guillermo de Brunswick-Luneburgo, nacieron dos hijos:
- Jorge II Augusto (n. Schloss Herrenhausen, Hannover, 30.10.1683-m. palacio de Kensington, 25.10.1760), rey de Inglaterra y elector de Hannover al suceder a su padre.

- Sofía Dorotea (n. Schloss Herrenhausen, Hannover, 16.3.1687-m. Schloss Monbijou, Berlín, 28.6.1757), casada con Federico Guillermo I, rey de Prusia.

Con Melusina de Schulenburgo tuvo 3 hijas:
- Ana Luisa Sofía de Schulenburgo (n. 1692-m. 1773), nombrada condesa de Delitz; casada con Ernesto Augusto von dem Bussche-Ippenburg (n. 1681-m. 1761) —el matrimonio es disuelto en 1722–.

- Melusina de Schulenburgo (n. 1693-m. 16-9-1778), nombrada condesa de Walsingham (1722); casada con Felipe Dormer Stanhope, 4.º conde de Chesterfield (n. 1694-m. 1773).

- Margarita Gertrudis de Schulenburgo (n. 19-4-1698-m. Mannheim, 8-4-1726), nombrada condesa de Oeynhausen; casada con Alberto Wolfgang de Schaumburg-Lippe (n. 8-5-1699-m. 24-9-1748).

## Ancestros
| \| \| \| \| \| \| \| \| \| \| \| \| \| \| \| \| \| \| \| \| 16. Ernesto I de Brunswick-Lüneburg \| \| \| \| \| \| \| \| \| \| \| \| \| \| \| \| \| \| \| \| \| \| \| \| \| \| \| \| \| \| \| \| \| \| \| \| \| \| \| \| \| \| \| \| \| \| \| \| \| \| \| \| \| \| 8. Guillermo de Brunswick-Luneburgo \| \| \| \| \| \| \| \| \| \| \| \| \| \| \| \| \| \| \| \| \| \| \| \| \| \| \| \| \| \| \| \| \| \| \| \| \| \| \| \| \| \| \| \| \| \| \| \| \| \| \| \| \| \| 17. Sofía de Mecklenburg-Schwerin \| \| \| \| \| \| \| \| \| \| \| \| \| \| \| \| \| \| \| \| \| \| \| \| \| \| \| \| \| \| \| \| \| \| \| \| \| \| \| \| \| \| \| \| \| \| \| \| \| \| \| \| \| \| 4. Jorge de Brunswick-Luneburgo \| \| \| \| \| \| \| \| \| \| \| \| \| \| \| \| \| \| \| \| \| \| \| \| \| \| \| \| \| \| \| \| \| \| \| \| \| \| \| \| \| \| \| \| \| \| \| \| \| \| \| \| \| \| 18. Cristián III, rey de Dinamarca \| \| \| \| \| \| \| \| \| \| \| \| \| \| \| \| \| \| \| \| \| \| \| \| \| \| \| \| \| \| \| \| \| \| \| \| \| \| \| \| \| \| \| \| \| \| \| \| \| \| \| \| \| \| 9. Princesa Dorotea de Dinamarca \| \| \| \| \| \| \| \| \| \| \| \| \| \| \| \| \| \| \| \| \| \| \| \| \| \| \| \| \| \| \| \| \| \| \| \| \| \| \| \| \| \| \| \| \| \| \| \| \| \| \| \| \| \| 19. Dorotea de Sajonia-Lauenburgo \| \| \| \| \| \| \| \| \| \| \| \| \| \| \| \| \| \| \| \| \| \| \| \| \| \| \| \| \| \| \| \| \| \| \| \| \| \| \| \| \| \| \| \| \| \| \| \| \| \| \| \| \| \| 2. Ernesto Augusto, duque de Brunswick-Luneburgo \| \| \| \| \| \| \| \| \| \| \| \| \| \| \| \| \| \| \| \| \| \| \| \| \| \| \| \| \| \| \| \| \| \| \| \| \| \| \| \| \| \| \| \| \| \| \| \| \| \| \| \| \| \| 20. Jorge I de Hesse-Darmstadt \| \| \| \| \| \| \| \| \| \| \| \| \| \| \| \| \| \| \| \| \| \| \| \| \| \| \| \| \| \| \| \| \| \| \| \| \| \| \| \| \| \| \| \| \| \| \| \| \| \| \| \| \| \| 10. Luis V de Hesse-Darmstadt \| \| \| \| \| \| \| \| \| \| \| \| \| \| \| \| \| \| \| \| \| \| \| \| \| \| \| \| \| \| \| \| \| \| \| \| \| \| \| \| \| \| \| \| \| \| \| \| \| \| \| \| \| \| 21. Magdalena de Lippe \| \| \| \| \| \| \| \| \| \| \| \| \| \| \| \| \| \| \| \| \| \| \| \| \| \| \| \| \| \| \| \| \| \| \| \| \| \| \| \| \| \| \| \| \| \| \| \| \| \| \| \| \| \| 5. Ana Eleonor de Hesse-Darmstadt \| \| \| \| \| \| \| \| \| \| \| \| \| \| \| \| \| \| \| \| \| \| \| \| \| \| \| \| \| \| \| \| \| \| \| \| \| \| \| \| \| \| \| \| \| \| \| \| \| \| \| \| \| \| 22. Juan Jorge de Brandeburgo \| \| \| \| \| \| \| \| \| \| \| \| \| \| \| \| \| \| \| \| \| \| \| \| \| \| \| \| \| \| \| \| \| \| \| \| \| \| \| \| \| \| \| \| \| \| \| \| \| \| \| \| \| \| 11. Magdalena de Brandeburgo \| \| \| \| \| \| \| \| \| \| \| \| \| \| \| \| \| \| \| \| \| \| \| \| \| \| \| \| \| \| \| \| \| \| \| \| \| \| \| \| \| \| \| \| \| \| \| \| \| \| \| \| \| \| 23. Isabel de Anhalt-Zerbst \| \| \| \| \| \| \| \| \| \| \| \| \| \| \| \| \| \| \| \| \| \| \| \| \| \| \| \| \| \| \| \| \| \| \| \| \| \| \| \| \| \| \| \| \| \| \| \| \| \| \| \| \| \| 1. Jorge I, rey de Gran Bretaña \| \| \| \| \| \| \| \| \| \| \| \| \| \| \| \| \| \| \| \| \| \| \| \| \| \| \| \| \| \| \| \| \| \| \| \| \| \| \| \| \| \| \| \| \| \| \| \| \| \| \| \| \| \| 24. Luis VI del Palatinado \| \| \| \| \| \| \| \| \| \| \| \| \| \| \| \| \| \| \| \| \| \| \| \| \| \| \| \| \| \| \| \| \| \| \| \| \| \| \| \| \| \| \| \| \| \| \| \| \| \| \| \| \| \| 12. Federico IV del Palatinado \| \| \| \| \| \| \| \| \| \| \| \| \| \| \| \| \| \| \| \| \| \| \| \| \| \| \| \| \| \| \| \| \| \| \| \| \| \| \| \| \| \| \| \| \| \| \| \| \| \| \| \| \| \| 25. Isabel de Hesse \| \| \| \| \| \| \| \| \| \| \| \| \| \| \| \| \| \| \| \| \| \| \| \| \| \| \| \| \| \| \| \| \| \| \| \| \| \| \| \| \| \| \| \| \| \| \| \| \| \| \| \| \| \| 6. Federico V del Palatinado \| \| \| \| \| \| \| \| \| \| \| \| \| \| \| \| \| \| \| \| \| \| \| \| \| \| \| \| \| \| \| \| \| \| \| \| \| \| \| \| \| \| \| \| \| \| \| \| \| \| \| \| \| \| 26. Guillermo de Orange \| \| \| \| \| \| \| \| \| \| \| \| \| \| \| \| \| \| \| \| \| \| \| \| \| \| \| \| \| \| \| \| \| \| \| \| \| \| \| \| \| \| \| \| \| \| \| \| \| \| \| \| \| \| 13. Luisa Juliana de Orange-Nassau \| \| \| \| \| \| \| \| \| \| \| \| \| \| \| \| \| \| \| \| \| \| \| \| \| \| \| \| \| \| \| \| \| \| \| \| \| \| \| \| \| \| \| \| \| \| \| \| \| \| \| \| \| \| 27. Carlota de Borbón \| \| \| \| \| \| \| \| \| \| \| \| \| \| \| \| \| \| \| \| \| \| \| \| \| \| \| \| \| \| \| \| \| \| \| \| \| \| \| \| \| \| \| \| \| \| \| \| \| \| \| \| \| \| 3. Sofía del Palatinado \| \| \| \| \| \| \| \| \| \| \| \| \| \| \| \| \| \| \| \| \| \| \| \| \| \| \| \| \| \| \| \| \| \| \| \| \| \| \| \| \| \| \| \| \| \| \| \| \| \| \| \| \| \| 28. Enrique Estuardo, Lord Darnley \| \| \| \| \| \| \| \| \| \| \| \| \| \| \| \| \| \| \| \| \| \| \| \| \| \| \| \| \| \| \| \| \| \| \| \| \| \| \| \| \| \| \| \| \| \| \| \| \| \| \| \| \| \| 14. Jacobo I, rey de Inglaterra y de Escocia \| \| \| \| \| \| \| \| \| \| \| \| \| \| \| \| \| \| \| \| \| \| \| \| \| \| \| \| \| \| \| \| \| \| \| \| \| \| \| \| \| \| \| \| \| \| \| \| \| \| \| \| \| \| 29. María I, reina de Escocia \| \| \| \| \| \| \| \| \| \| \| \| \| \| \| \| \| \| \| \| \| \| \| \| \| \| \| \| \| \| \| \| \| \| \| \| \| \| \| \| \| \| \| \| \| \| \| \| \| \| \| \| \| \| 7. Isabel Estuardo \| \| \| \| \| \| \| \| \| \| \| \| \| \| \| \| \| \| \| \| \| \| \| \| \| \| \| \| \| \| \| \| \| \| \| \| \| \| \| \| \| \| \| \| \| \| \| \| \| \| \| \| \| \| 30. Federico II de Dinamarca \| \| \| \| \| \| \| \| \| \| \| \| \| \| \| \| \| \| \| \| \| \| \| \| \| \| \| \| \| \| \| \| \| \| \| \| \| \| \| \| \| \| \| \| \| \| \| \| \| \| \| \| \| \| 15. Princesa Ana de Dinamarca \| \| \| \| \| \| \| \| \| \| \| \| \| \| \| \| \| \| \| \| \| \| \| \| \| \| \| \| \| \| \| \| \| \| \| \| \| \| \| \| \| \| \| \| \| \| \| \| \| \| \| \| \| \| 31. Sofía de Mecklemburgo-Güstrow \| \| \| \| \| \| \| \| \| \| \| \| \| \| \| \| \| \| \| \| \| \| \| \| \| \| \| \| \| \| \| \| \| \| \| \| \| \| \| \| \| \| \| \| \| \| \| \| \| \| \| \| |                                                  |  |  |  |  |  |  |  |  |  |  |  |  |  |  |  |
| |                                                  |  |  |  |  |  |  |  |  |  |  |  |  |  |  |  |
| | 16. Ernesto I de Brunswick-Lüneburg              |  |  |  |  |  |  |  |  |  |  |  |  |  |  |  |
| |                                                  |  |  |  |  |  |  |  |  |  |  |  |  |  |  |  |
| |                                                  |  |  |  |  |  |  |  |  |  |  |  |  |  |  |  |
| | 8. Guillermo de Brunswick-Luneburgo              |  |  |  |  |  |  |  |  |  |  |  |  |  |  |  |
| |                                                  |  |  |  |  |  |  |  |  |  |  |  |  |  |  |  |
| |                                                  |  |  |  |  |  |  |  |  |  |  |  |  |  |  |  |
| | 17. Sofía de Mecklenburg-Schwerin                |  |  |  |  |  |  |  |  |  |  |  |  |  |  |  |
| |                                                  |  |  |  |  |  |  |  |  |  |  |  |  |  |  |  |
| |                                                  |  |  |  |  |  |  |  |  |  |  |  |  |  |  |  |
| | 4. Jorge de Brunswick-Luneburgo                  |  |  |  |  |  |  |  |  |  |  |  |  |  |  |  |
| |                                                  |  |  |  |  |  |  |  |  |  |  |  |  |  |  |  |
| |                                                  |  |  |  |  |  |  |  |  |  |  |  |  |  |  |  |
| | 18. Cristián III, rey de Dinamarca               |  |  |  |  |  |  |  |  |  |  |  |  |  |  |  |
| |                                                  |  |  |  |  |  |  |  |  |  |  |  |  |  |  |  |
| |                                                  |  |  |  |  |  |  |  |  |  |  |  |  |  |  |  |
| | 9. Princesa Dorotea de Dinamarca                 |  |  |  |  |  |  |  |  |  |  |  |  |  |  |  |
| |                                                  |  |  |  |  |  |  |  |  |  |  |  |  |  |  |  |
| |                                                  |  |  |  |  |  |  |  |  |  |  |  |  |  |  |  |
| | 19. Dorotea de Sajonia-Lauenburgo                |  |  |  |  |  |  |  |  |  |  |  |  |  |  |  |
| |                                                  |  |  |  |  |  |  |  |  |  |  |  |  |  |  |  |
| |                                                  |  |  |  |  |  |  |  |  |  |  |  |  |  |  |  |
| | 2. Ernesto Augusto, duque de Brunswick-Luneburgo |  |  |  |  |  |  |  |  |  |  |  |  |  |  |  |
| |                                                  |  |  |  |  |  |  |  |  |  |  |  |  |  |  |  |
| |                                                  |  |  |  |  |  |  |  |  |  |  |  |  |  |  |  |
| | 20. Jorge I de Hesse-Darmstadt                   |  |  |  |  |  |  |  |  |  |  |  |  |  |  |  |
| |                                                  |  |  |  |  |  |  |  |  |  |  |  |  |  |  |  |
| |                                                  |  |  |  |  |  |  |  |  |  |  |  |  |  |  |  |
| | 10. Luis V de Hesse-Darmstadt                    |  |  |  |  |  |  |  |  |  |  |  |  |  |  |  |
| |                                                  |  |  |  |  |  |  |  |  |  |  |  |  |  |  |  |
| |                                                  |  |  |  |  |  |  |  |  |  |  |  |  |  |  |  |
| | 21. Magdalena de Lippe                           |  |  |  |  |  |  |  |  |  |  |  |  |  |  |  |
| |                                                  |  |  |  |  |  |  |  |  |  |  |  |  |  |  |  |
| |                                                  |  |  |  |  |  |  |  |  |  |  |  |  |  |  |  |
| | 5. Ana Eleonor de Hesse-Darmstadt                |  |  |  |  |  |  |  |  |  |  |  |  |  |  |  |
| |                                                  |  |  |  |  |  |  |  |  |  |  |  |  |  |  |  |
| |                                                  |  |  |  |  |  |  |  |  |  |  |  |  |  |  |  |
| | 22. Juan Jorge de Brandeburgo                    |  |  |  |  |  |  |  |  |  |  |  |  |  |  |  |
| |                                                  |  |  |  |  |  |  |  |  |  |  |  |  |  |  |  |
| |                                                  |  |  |  |  |  |  |  |  |  |  |  |  |  |  |  |
| | 11. Magdalena de Brandeburgo                     |  |  |  |  |  |  |  |  |  |  |  |  |  |  |  |
| |                                                  |  |  |  |  |  |  |  |  |  |  |  |  |  |  |  |
| |                                                  |  |  |  |  |  |  |  |  |  |  |  |  |  |  |  |
| | 23. Isabel de Anhalt-Zerbst                      |  |  |  |  |  |  |  |  |  |  |  |  |  |  |  |
| |                                                  |  |  |  |  |  |  |  |  |  |  |  |  |  |  |  |
| |                                                  |  |  |  |  |  |  |  |  |  |  |  |  |  |  |  |
| | 1. Jorge I, rey de Gran Bretaña                  |  |  |  |  |  |  |  |  |  |  |  |  |  |  |  |
| |                                                  |  |  |  |  |  |  |  |  |  |  |  |  |  |  |  |
| |                                                  |  |  |  |  |  |  |  |  |  |  |  |  |  |  |  |
| | 24. Luis VI del Palatinado                       |  |  |  |  |  |  |  |  |  |  |  |  |  |  |  |
| |                                                  |  |  |  |  |  |  |  |  |  |  |  |  |  |  |  |
| |                                                  |  |  |  |  |  |  |  |  |  |  |  |  |  |  |  |
| | 12. Federico IV del Palatinado                   |  |  |  |  |  |  |  |  |  |  |  |  |  |  |  |
| |                                                  |  |  |  |  |  |  |  |  |  |  |  |  |  |  |  |
| |                                                  |  |  |  |  |  |  |  |  |  |  |  |  |  |  |  |
| | 25. Isabel de Hesse                              |  |  |  |  |  |  |  |  |  |  |  |  |  |  |  |
| |                                                  |  |  |  |  |  |  |  |  |  |  |  |  |  |  |  |
| |                                                  |  |  |  |  |  |  |  |  |  |  |  |  |  |  |  |
| | 6. Federico V del Palatinado                     |  |  |  |  |  |  |  |  |  |  |  |  |  |  |  |
| |                                                  |  |  |  |  |  |  |  |  |  |  |  |  |  |  |  |
| |                                                  |  |  |  |  |  |  |  |  |  |  |  |  |  |  |  |
| | 26. Guillermo de Orange                          |  |  |  |  |  |  |  |  |  |  |  |  |  |  |  |
| |                                                  |  |  |  |  |  |  |  |  |  |  |  |  |  |  |  |
| |                                                  |  |  |  |  |  |  |  |  |  |  |  |  |  |  |  |
| | 13. Luisa Juliana de Orange-Nassau               |  |  |  |  |  |  |  |  |  |  |  |  |  |  |  |
| |                                                  |  |  |  |  |  |  |  |  |  |  |  |  |  |  |  |
| |                                                  |  |  |  |  |  |  |  |  |  |  |  |  |  |  |  |
| | 27. Carlota de Borbón                            |  |  |  |  |  |  |  |  |  |  |  |  |  |  |  |
| |                                                  |  |  |  |  |  |  |  |  |  |  |  |  |  |  |  |
| |                                                  |  |  |  |  |  |  |  |  |  |  |  |  |  |  |  |
| | 3. Sofía del Palatinado                          |  |  |  |  |  |  |  |  |  |  |  |  |  |  |  |
| |                                                  |  |  |  |  |  |  |  |  |  |  |  |  |  |  |  |
| |                                                  |  |  |  |  |  |  |  |  |  |  |  |  |  |  |  |
| | 28. Enrique Estuardo, Lord Darnley               |  |  |  |  |  |  |  |  |  |  |  |  |  |  |  |
| |                                                  |  |  |  |  |  |  |  |  |  |  |  |  |  |  |  |
| |                                                  |  |  |  |  |  |  |  |  |  |  |  |  |  |  |  |
| | 14. Jacobo I, rey de Inglaterra y de Escocia     |  |  |  |  |  |  |  |  |  |  |  |  |  |  |  |
| |                                                  |  |  |  |  |  |  |  |  |  |  |  |  |  |  |  |
| |                                                  |  |  |  |  |  |  |  |  |  |  |  |  |  |  |  |
| | 29. María I, reina de Escocia                    |  |  |  |  |  |  |  |  |  |  |  |  |  |  |  |
| |                                                  |  |  |  |  |  |  |  |  |  |  |  |  |  |  |  |
| |                                                  |  |  |  |  |  |  |  |  |  |  |  |  |  |  |  |
| | 7. Isabel Estuardo                               |  |  |  |  |  |  |  |  |  |  |  |  |  |  |  |
| |                                                  |  |  |  |  |  |  |  |  |  |  |  |  |  |  |  |
| |                                                  |  |  |  |  |  |  |  |  |  |  |  |  |  |  |  |
| | 30. Federico II de Dinamarca                     |  |  |  |  |  |  |  |  |  |  |  |  |  |  |  |
| |                                                  |  |  |  |  |  |  |  |  |  |  |  |  |  |  |  |
| |                                                  |  |  |  |  |  |  |  |  |  |  |  |  |  |  |  |
| | 15. Princesa Ana de Dinamarca                    |  |  |  |  |  |  |  |  |  |  |  |  |  |  |  |
| |                                                  |  |  |  |  |  |  |  |  |  |  |  |  |  |  |  |
| |                                                  |  |  |  |  |  |  |  |  |  |  |  |  |  |  |  |
| | 31. Sofía de Mecklemburgo-Güstrow                |  |  |  |  |  |  |  |  |  |  |  |  |  |  |  |
| |                                                  |  |  |  |  |  |  |  |  |  |  |  |  |  |  |  |
| |                                                  |  |  |  |  |  |  |  |  |  |  |  |  |  |  |  |

## Sucesión
| Precedido por: Ana             | Rey de Gran Bretaña e Irlanda 1714-1727 | Sucedido por: Jorge II |
| Precedido por: Ernesto Augusto | Elector de Hanóver 1698-1727            | Sucedido por: Jorge II |